# Shaynna Pidori
Shaynna (Jacques) Pidori (Brasil, 1978) es una directora de cine, documentalista, activista, feminista brasileña. Su interés por documentar y visibilizar la vida y trabajo de mujeres indígenas, rurales, trabajadoras, artesanas y curanderas en Latinoamérica la ha llevado a presentar sus trabajos en festivales nacionales e internacionales.

## Trayectoria
Estudió periodismo en el Centro Universitario, FIAM-FAAM en Brasil y Ciencias Sociales en la Universidade Estadual Paulista Júlio de Mesquita Filho, donde comenzó su formación como documentalista, cineasta, educadora y gestora de proyectos. 
En 2005 viajó a México a documentar la participación de María Nazaré de Souza, también conocida como Nazaré Flor, en el marco del II Encuentro de mujeres campesinas e indígenas de América Latina y del Caribe en Tlaxcala, México. El resultado de este proyecto fue el mediometraje documental Tierra de Nazaré (2019), seleccionado en la III Muestra Clandestina, Mujeres cineastas del mundo así como en el XIII Los Ángeles Brazilian Film Festival LABRFF y en 161FF Jaipur en India.
En el II Encuentro de mujeres campesinas e indígenas de América Latina y del Caribe conoció el trabajo de Telemanita, asociación civil mexicana sin fines de lucro que “trabaja con el medio audiovisual para producir, gestionar y articular proyectos fílmicos que entrelazan la promoción y defensa de los derechos humanos, de la salud sexual y reproductiva, educación popular, movimiento feminista y lésbico latinoamericano y del caribe, desarrollo sustentable así como la visibilización de la vida de mujeres indígenas, campesinas, artesanas, parteras y curanderas” y se incorporó a ésta en 2005 fungiendo como directora, codirectora, camarógrafa y editora de más de 40 producciones etnográficas.
En 2017 recibió la beca PECDA-Morelos con la que realizó el documental  Un cuadro para Yoselin que “aborda los conflictos de una joven dibujante que vivió 13 años en los EUA, de regreso a Tepoztlán, se siente desmotivada al saber que en México es muy difícil vivir del oficio de dibujante. Tres pintoras naif, que radican en Morelos, crearán cada una un cuadro que simboliza el entorno espacial y cultural de Yoselin, que en contrapartida dibujará un retrato de cada una de las pintoras”. Dicho video fue seleccionado en el IX Festival Iberoamericano de cortometrajes ABC en 2019 así como en el Festival Contra el silencio todas las voces en 2020. Fue presentado en múltiples ocasiones en el estado de Morelos.
En Brasil realizó los audiovisuales Baile do Carmo (Baile del Carmen) y O Lenço do Samba (La Samba de Lienzo) financiados por Petrobras y transmitidos en televisión abierta brasileña y en colaboración con la Federación de Trabajadores Rurales, Agricultores Familiares del Estado de Pernambuco (FETAPE), en 2020 realizó la serie Margaridas de Pernambuco em Marcha (2020) sobre la marcha realizada en el 2020 por mujeres trabajadoras rurales en contra del hambre, la pobreza y la violencia sexista.
En 2021 dirigió Me gusta que me hable por ella creado en el marco del programa Asociaciones Por la Igualdad, para recuperar experiencias de violencia, discriminación y luchas de mujeres trans de Guadalajara.

Su metodología de trabajo es desde la etnografía participativa en la que busca utilizar el medio audiovisual como mecanismo de transformación social, como menciona en una entrevista: 
Durante el 2012 y el 2013 pudimos realizar 5 videos más en zonas indígenas, dos proyectos apoyados por la CDI, un docu-educativo y otro docu-promocional. El primero toca el tema de la violencia de género y fue desarrollado con la participación de la Casa de la Mujer Indígena (CAMI) en Zongolica, Veracruz, el siguiente promociona el trabajo que desarrollan 3 CAMIs en Cuetzalan, Ixtepec y Sihó. En cada uno de estos proyectos utilizamos la metodología participativa que implica directamente a las compañeras integrantes de los grupos, son ellas quienes desarrollan los guiones para sus videos.
Por ejemplo, en el documental realizado en la CAMI Naaxwiin de Matías Romero en Oaxaca, abordaron los “retos y estrategias para la promoción de los derechos de las mujeres indígenas y retrata su trabajo cotidiano dando muestra de la importancia e impacto que tiene la Casa de la Mujer Indígena (CAMI) en su región. Con el objetivo de plasmar la propia visión de las mujeres mixes, el video ha sido creado por medio de una metodología participativa.”

## Filmografía

### Dirección
2021
- Me gusta que me hable por ella. (44 min.) México

2020 
- La Quarentena de Gertrudes (3 min.) Brasi y México
- Margaridas de Pernambuco em marcha (25 min.) Brasil
- Onde a luta começa (6 min.) Brasil
- Margarida, presente! (6 min.) Brasil
- Marchar é preciso (6 min.) Brasil

2019 
- Tierra de Nazaré (40 min.) Brasil

2018 
- Un cuadro para Yoselín (22 min.) México

2017  
- Gallamundi (10 min) México

2016 
- CAMI Matias Romero (13 min) México

2015 
- CAMI Chalchuihuitán (13 min) México
- Tlajtol Tepajtijke – La voz de los que curan (17 min) México
- Relatos del embarazo adolescente (15 min) México
- Kux Lejal México (5 min) México
- Jolom Mayaetik (6 min) México

2014 
- Orquídeas de Sian Ka´an (12 min) México
- Casa de la Mujer indígena – San Mateo del Mar (17 min) México
- Casa de la Mujer indígena – San Quintín (17 min) México
- Activistas lesbianas en el noveno encuentro nacional feminista (50 min) México

2013  
- Casa de la Mujer indígena - Ixtepec (13 min) México
- La Samba de Lienzo (26 min) Brasil

2012 
- ¿Los feminismos? (74 min) Colombia

2011 
- Baile del Carmen (26 min) Brasil
- Hilando estrategias, tiñendo sueños (15 min) México

2010  
- Clip-liando contra la violencia de género en las TICs (12 min) México

2009 
- Kakalpxochitl - Flor de Mayo (10 min) México
- Kakiwin Tutunaku (9 min) México
- Tejedoras de Palma (10 min) México
- Tamachij-Chihualt, Hecho a Mano (8 min) México

2008
- Xochimiahuetl - Flor que florece (7 min) México
- Mujeres que trabajan em fibras naturales (10 min) México
- Mujeres bordadoras y tejedoras (8 min) México
- Recicla (2 min) México

### Codirección
2018
- 14 vídeo-capsulas educativas y lúdicas para prevención del HIV realizado con la Casa de La Mujer Indígena de San Quintín, Baja California - México

2016 
- Promotoras de Kalli Luz Marina (14 min) México

2014
- Defendiendo mis Derechos (16 min) México
- Casa de Madera (12 min) México

2013
- Casa de la Mujer indígena – Sihó (17 min) México

2010
- Atención (2 min) México
- Detección (5 min) México

2009 
- Las Mariposas (10 min) México

2006
- Porque no a todos nos gustan los huevos (25 min) México

2005
- Semeando, Igualdade, Formando Educadores (22 min) Brasil
- Memória e Cotidiano em Araraquara (30 min) Brasil

### Edición y fotografía
2016
- Casa de la Mujer indígena – Huejutla (13 min) México

2015 – 
- Tanajchiua -Tejedoras de tenates (6 min) México
- Casa de la Mujer indígena – Patzcuaro (13 min) México

2014 
- Mopampa (10 min) México
- Tixinda (12 min) México

2013
- Casa de la Mujer indígena –Cuetzalan (14 min) México

2011 
- 5ta Marcha Lésbica México (15 min) México

2009 
- Encuentro feminista EFLAC (140 min) México

2007
- Zoyatlcoponi – palma que florece (9 min) México
- Xasasti Yolistli – nova vida (10 min) México
- Xochi mait galeria (7 min) México
- Chihuanime – personas que hacen de todo (9 min) México

### Edición
2016 
- Nas linhas de Torres (26 min) Brasil

2012
- Detección de la violencia de género (15 min) México
- Prevención de la violencia de género(16 min) México
- Atención la violencia de género (15 min) México
- La Casa de La mujer indígena – Zongolica Veracruz (13 min) México

### Camarógrafa
2013 – Lambedor caseiro (9 min) Brasil 
2012 – Farmácia verde no sertão (10 min) Brasil

## Becas
- Pintoras naif. Medios audiovisuales, categoría: Creadores con trayectoria.[21]
- Un cuadro para Yoselin. PECDA-Morelos, 2017[22]

## Selección en Festivales
Varios largometrajes dirigidos por Shaynna Pidori fueron seleccionados en festivales internacionales:
- Terra de Nazaré Barciff - Barcelona Indie Filmakers Fest (2021)[4]
- Casa de la Mujer Indígena San Mateo del Mar – 6.ª edición del Festival Cine Kurumin, Brasil, 2017.[23]
- CAMI Matías Romero – IV concurso internacional de cortometrajes realizados por mujeres, España, 2019.[24]